# Сноуи-Ривер
Сно́уи-Ри́вер (англ. Snowy River) — река в юго-восточной части Австралии, протекающая по территории штатов Новый Южный Уэльс и Виктория.

## География
Исток реки Сноуи-Ривер находится у подножия горы Косцюшко, расположенной в Австралийских Альпах и являющейся высшей точкой материковой части Австралии. Впоследствии река протекает вдоль восточных склонов Снежных гор по территории штата Новый Южный Уэльс, после чего течёт по территории Национального парка Сноуи-Ривер, расположенного в штате Виктория. Недалеко от города Марло Сноуи-Ривер впадает в Бассов пролив. Река протекает через населённые пункты Кума, Ниммитибел, Бомбала, Орбост, Марло и имеет множество небольших притоков, питающихся за счёт вод, образующихся от таяния горных снегов. Для регулирования водосбора построена система плотин и водохранилищ, которые вызвали в отдельных местах сильное сужение реки.
Длина Сноуи-Ривер составляет 352 км, площадь бассейна — около 15 779 км².

## История
Местность, по которой протекает река Сноуи-Ривер, является историческим местом расселения австралийских аборигенов, для которых река традиционно была источником пресной воды и еды. Следы человеческой активности в пещере Клоггс (англ. Cloggs Cave), расположенной вблизи реки, имеют возраст около 17 тысяч лет. Несмотря на достаточно прохладный климат в верховьях Сноуи-Ривер, на этой территории между Австралийскими Альпами и Снежными горами (территория Нового Южного Уэльса) проживали представители племени нгариго (англ. Ngarigo people). Территория, омываемая южной частью реки, традиционно была заселена племенем гунаи (англ. Gunai people).
В 1839 году река была исследована Ангусом Мак-Милланом (англ. Angus McMillan), а в 1895 году было опубликовано стихотворение «Парень со Снежной реки» известного австралийского поэта Эндрю Бартона Патерсона, события которого разворачиваются в окрестностях реки. Стихотворение дало название всему поэтическому сборнику. Хотя это была первая книга писателя, она принесла Патерсону успех, которого не знал до той поры ни один австралийский поэт. Портрет Патерсона и полный текст стихотворения запечатлён на банкноте в 10 австралийских долларов.
В 1950—1960-х годах на реке была сооружена система плотин и водохранилищ для обеспечения ирригационной водой сельскохозяйственных районов, по которым протекают реки Муррей и Маррамбиджи. Кроме того, было построено несколько гидроэлектростанций.